# Critique de Walters
 (octobre 2021).
Pour les articles homonymes, voir Walters.
La critique de Walters est une critique économique selon laquelle les pays à inflation élevée ne peuvent rejoindre une zone monétaire composée de pays à inflation faible, car la politique monétaire menée par la banque centrale de la zone sera calée sur les besoins des économies à inflation faible.

## Concept
L'économiste britannique Alan Walters a développé, dans les années 1980, une critique des zones monétaires hétérogènes. Selon lui, une zone monétaire n'est tenable que si les pays disposent des mêmes caractéristiques économiques en termes d'inflation, d'endettement, de chômage structurel, etc. Dès lors qu'un pays à inflation élevée rejoindra une zone monétaire à inflation faible, la politique monétaire menée par la banque centrale commune ne pourra que heurter son économie. En effet, une politique économique est calibrée selon que la zone économique ait une inflation faible ou forte, et si l'inflation est en moyenne faible, la politique monétaire sera expansionniste et visera à faire baisser les taux d'intérêt. Or, le pays à inflation élevée a précisément besoin, lui, d'une politique restrictive avec un taux d'intérêt plus élevé qui comprime l'inflation. De ce décalage entre les besoins des uns et des autres naît, selon Walters, la nécessité pour les pays à inflation faible de ne rejoindre aucune zone monétaire à inflation élevée.
Le nœud du problème réside dans le fait que la banque centrale d'une zone monétaire mène une politique monétaire unique qui s'applique à toutes les économies de sa zone. Elle ne peut pas utiliser de leviers nationaux ou régionaux pour préserver certains pays de sa politique. Cela rend les zones monétaires particulièrement sensibles aux chocs asymétriques, c'est-à-dire à des turbulences macroéconomiques qui ne frappent qu'un pays ou quelques pays. Ce problème est exploré par les tenants de la zone monétaire optimale.
La pertinence de la critique de Walters est aujourd'hui débattue. Le phénomène ne semble pas avoir eu lieu au sein de la Communauté européenne.

## Historique
Walters était un conseiller économique de Margaret Thatcher au moment où le pays réfléchissait à approfondir son intégration européenne. Sa critique a convaincu Thatcher de ne pas rejoindre l'union monétaire européenne.